# 尼尼微 (密蘇里州)
尼尼微（英語：Nineveh）是位於美國密蘇里州亞代爾縣的非建制地區。

## 歷史
尼尼微的郵局於1852年設立，其後於1882年停運。

## 地理
尼尼微所處的海拔為高於海平面235米（即771英呎），而該地所採用的時區為UTC-6，即北美中部時區（CST）。同時該地設有夏令時間，為UTC-6調快一小時，即UTC-5（CDT）。